# Pszichoszomatikus
A pszichoszomatikus jelző olyan fogalmakra, folyamatokra és zavarokra vonatkozik, amelyek a lelki és testi folyamatok összefüggéséből jönnek létre. Leggyakrabban a pszichoszomatikus betegség kifejezésben találkozhatunk vele. Ezek a betegségek lelki eredetűek, de a testben megnyilvánuló kórfolyamatokból is kimutathatók. Míg néhány esetben a lelki és testi tényezők összefüggése tisztázott, nagyon sok esetben ma még nem világos, hogyan okoznak a lelki problémák testi tüneteket.

## Etimológia
A pszichoszomatikus szó két részből tevődik össze. Első a pszicho-, ami az elmére utal. Második a szomatikus, tehát testi jellegű, a biológiai értelemben vett testre utal.
Mindezekből logikusan következik: ha pszichoszomatikus betegségekről beszélünk, az nem más, mint amit az elme okoz a test élettani folyamataival. Lehet ilyen például az idegesség okozta hasmenés, a szorongás okozta vizelési inger stb.